# Турковуния
Туркову́ния, Турковуни (греч. Τουρκοβούνια от Τούρκος «турк» и βουνός «холм», Турецкие холмы) — невысокий скалистый горный хребет (цепь холмов) в Греции. Высшая точка 339 метров. Расположен на Афинской равнине в Аттике, к северо-востоку от Ликавита, параллельно Имитосу. Согласно одной из версий, название Турковуния происходит от расположения лагеря турецких солдат во время завоевания Афин в 1456 году. Раньше Турковунию называли Ликовуния (Λυκοβούνια «Волчьи холмы»), возможно, потому, что там жили волки (λύκος). Нежилая область, в недавнем времени Турковуния начала застраиваться зданиями, растёт и этажность зданий. Жилой район называется Полигоно.
Античное название — Анхесм, Анхезм (др.-греч. Ἀγχεσμός). Здесь находилось святилище со статуей Зевса Анхесмия (Анхесмийского, Ἀνχέσμιος), которое указывало на родство между громовержущим небом и горными вершинами. При императоре Адриане (117—138) был построен водопровод из Асхезма, снабжавший питьевой водой восточную часть Древних Афин.
Является естественной границей общин Галацион и Филотеи-Психикон, южная часть относится к общине Афин.